# Ribal al-Assad

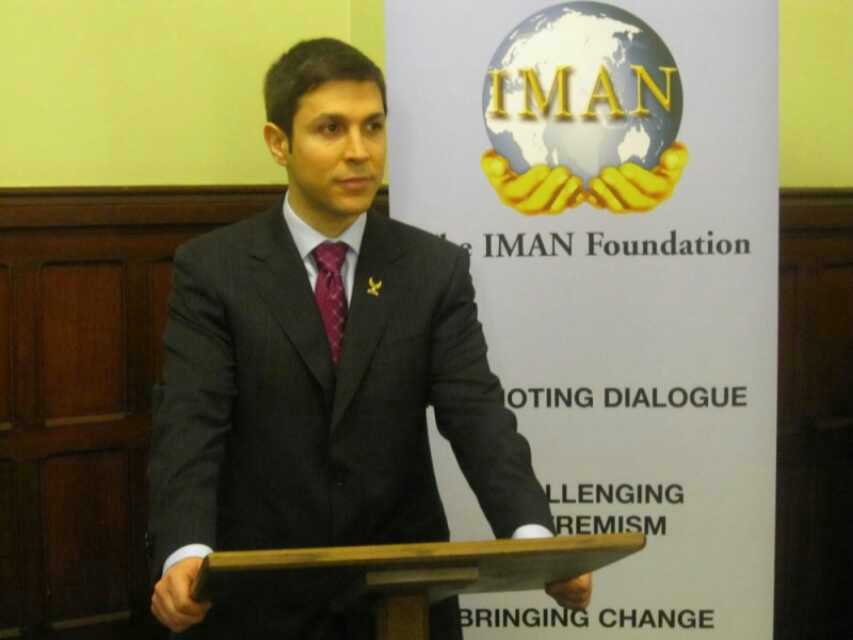
Ribal al-Assad, 2011

Ribal al-Assad (arabisch ريبال الأسد; * 4. Juni 1975 in Damaskus) ist ein syrischer Geschäftsmann und Neffe des früheren syrischen Machthabers Hafiz al-Assad sowie Cousin von Baschar al-Assad.

## Leben
Ribal al-Assad wurde 1975 in Damaskus als 13. von 16 Geschwistern geboren. Seine Eltern sind Rifaat al-Assad und dessen dritte Frau Lina al-Khayer, eine Schwägerin des verstorbenen saudischen Königs Abdullah ibn Abd al-Aziz, und gehört damit zum erweiterten Familienkreis der syrischen Herrscherfamilie al-Assad. Sein Vater war lange Zeit die „rechte Hand“ seines älteren Bruders Hafiz al-Assad, als solcher war er zeitweilig Verteidigungsminister und fungierte später als Vizepräsident von Syrien. Nachdem sich sein Vater 1982 mit seinem Bruder überwarf und 1983 einen vergeblichen Putschversuch durchführte, musste die Familie ins Exil.
Hierdurch lebte al-Assad seit seinem neunten Lebensjahr im Ausland. Seine Familie zog nach Paris, wo er sich bis zu seinem 16. Lebensjahr aufhielt. Da seine Familie auch im Exil durch die Muslimbrüder bedroht war, musste er von Bodyguards zur Schule begleitet werden.
Ab Anfang der 1990er Jahre lebte er in den Vereinigten Staaten, wo er später an der Boston University studierte.
Später wurde er als Geschäftsmann im Im- und Export zwischen China und der arabischen Welt tätig.
2006 übernahm er den Vorsitz des 1997 gegründeten Fernsehsenders Arabic News Network (ANN). Später verließ er den Sender aufgrund von Unstimmigkeiten. 2009 gründete er die Organisation für Demokratie und Freiheit in Syrien und wurde deren Direktor. Des Weiteren ist er Gründer und Vorsitzender der Iman-Stiftung, einer gemeinnützigen Organisation, welche sich der Förderung des Dialogs zwischen Kulturen und Religionen widmet.
Auch kommentiert er oft im Fernsehen und in Druckmedien Politik und aktuelle Ereignisse in Syrien.
Dem syrischen Nationalrat steht er seit dessen Gründung kritisch gegenüber.
In einem Interview mit Robert Fisk bestritt er 2010 eine Verwicklung seines Vaters in das Massaker von Hama oder Verbindungen seines Familienzweiges zu Abd al-Halim Chaddam oder Ghazi Kanaan.
Ribal al-Assad spricht neben Arabisch auch fließend Französisch und Englisch. Er ist mit Joanna Al Assad verheiratet.